# Оскар Иванишевић
Оскар Иванишевић (шп. Oscar Ivanissevich; Буенос Ајрес, 5. август 1895 — Буенос Ајрес, 5. јун 1976) је био аргентински политичар, лекар, професор Универзитета у Буенос Ајресу и фудбалер.

## Биографија
Оскар Иванишевић је рођен 1895. године у Буенос Ајресу, иначе је пореклом из Црне Горе. Био је професор на Универзитету у Буенос Ајресу и Националном аутономном универзитету Максика, као и председник Аргентинске академије за хирургију. У периоду од 1946. до 1949. године је ректор (ревизор) Универзитета у Буенос Ајресу. Објавио је радове Hidatidosis ósea и Tratamiento de los quistes hidatídicos del pulmón.
Иванишевић је био амбасадор Аргентине у САД од 1946. до 1948. године, а затим у два наврата министар културе и образовања, од 1948. до 1950. године у влади Хуана Перона, и од 1974. до 1975. у влади Изабеле Перон. Један је од аутора песме Marcha Peronista, химне перонистичког покрета и аутор је песме Canto al trabajo.
Имао је троје деце, Марију, Гиљерма и Елену, коју је добио у браку са Маријом Естер Лопез Кабаниљас.

## Фудбалска каријера
Почео је да тренира фудбал на колеџу Краљ Едвард, играо је на позицији одбрамбеног играча. Неколико година касније уписује Буеносајреску енглеску средњу школу, која ће касније формирати фудбалски клуб Алумни, један од најбољих клубова тога времена у Аргентини. После је прешао у Кимберли, који се такмичио у другој лиги, да би касније постао члан Естудијантеса из Буенос Ајреса, чији ће постати капитен. Каријеру је завршио 1917. године како би се посветио хирургији. Наступао је за репрезентацију Аргентине, и једини је бивши репрезентативац који је касније постао државни министар.